# Lissolo-Sobara
Lissolo-Sobara est une localité du centre de la Côte d'Ivoire et appartenant au département de Dabakala, Région de la Vallée du Bandama. La localité de Lissolo-Sobara est un chef-lieu de commune.